# Lodewijk Karel van Sleeswijk-Holstein-Sonderburg-Franzhagen
Lodewijk Karel van Sleeswijk-Holstein-Sonderburg-Franzhagen (Franzhagen, 4 juni 1684 - aldaar, 11 oktober 1708) was van 1707 tot aan zijn dood hertog van Sleeswijk-Holstein-Sonderburg-Franzhagen. 

## Levensloop
Lodewijk Karel was de tweede zoon van hertog Christiaan Adolf van Sleeswijk-Holstein-Sonderburg-Franzhagen en diens echtgenote Eleonora Charlotte, dochter van hertog Frans Hendrik van Saksen-Lauenburg en gravin Maria Juliana van Nassau-Siegen. In 1707 volgde hij zijn oudere broer Leopold Christiaan op als hertog van Sleeswijk-Holstein-Sonderburg-Franzhagen.
In 1705 huwde Lodewijk Karel met Barbara Dorothea von Winterfeld (1670-1739). Ze kregen twee kinderen:
- Eleonora Charlotte Eleonora (1706-1708)
- Christiaan Adolf II (1707-1709)

In oktober 1708 stierf Lodewijk Karel op amper 24-jarige leeftijd. Hij werd opgevolgd door zijn eenjarige zoon Christiaan Adolf II, die reeds in 1709 stierf. Hierdoor stierf het huis Sleeswijk-Holstein-Sonderburg-Franzhagen uit.